# Věra Caltová
Věra Caltová (15. června 1923 – 15. května 2009) byla česká fotografka. V letech 1950 až 1983 pracovala jako divadelní fotografka v Divadle J. K. Tyla v Plzni.

## Životopis
Narodila se 15. června 1923 v Plzni. Od roku 1947 se vyučila fotografkou v ateliéru firmy Kramlík v Plzni. V roce 1948 nastoupila do fotografického ateliéru Františka Krasla ve Frýdku-Místku. Poté pracovala v ateliéru Langhans v Plzni. Jedním z jejích učitelů byl Miroslav Hák (1911–1978). Používala fotoaparát značky Praktica.
V roce 1950 začala pracovat v plzeňském divadle J. K. Tyla. Zůstala tam 34 let, sledovala herce, tanečníky a zpěváky hledáčkem, snažila se zachytit ducha představení a postavy. Věra Caltová vlastními slovy:
„Mé povolání bylo mým štěstím, fotografie je totiž úžasná věc. Je zachycením okamžiku, aby trval, abychom se k němu mohli vracet po celý život. Paměť nás opouští a díky fotografii žije dál to, na co zapomenut nechceme. Vyšel kdysi článek nazvaný Fotografie vidí povrch, ale já říkám: fotografie vidí do hloubky vašeho srdce – když srdce otevřete."
 Věra Caltová, 2006
„Co je pro mne divadelní fotografie? Záznam prchavosti divadelního okamžiku, takže není určen k zániku. Zůstává s námi i když paměť lidí už ochabuje nebo docela selže. Uchovává to, co bylo na jevišti stvořeno pro pár desítek či stovek diváků. A uchovává to pro celé příští generace. Divadelní fotografie je sice dokumentací uměleckého díla, ale má všechny předpoklady k tomu, aby se sama stala uměleckým dílem. Osobitým a neopakovatelným. Myslím, že tak ji ale může dělat jenom ten, kdo divadlo miluje, cítí a rozumí mu. Tak nějak mi to před léty jako nezkušené začátečnici říkal i můj učitel Miroslav Hák. A tak si člověk musí jen ustavičně uvědomovat, co všechno tomu svému poslání vlastně zůstává dlužen. Proto, že to praxe často ani nevyžaduje nebo že už se někdy nedostává sil.“
 Věra Caltová, Co je pro mě divadelní fotografie?, 1983 
 
V roce 1991 byla vydána kniha o divadle J. K. Tyla, která obsahuje mnoho jejích fotografií.

### Osobní život
Dne 25. února 1941 se v Plzni provdala za Antonína Caltu. Pár měl dceru Marii, narozenou v roce 1944. Později se stala dramaturgyní Divadla J. K. Tyla.

## Galerie
Divadelní fotografie Věry Caltové

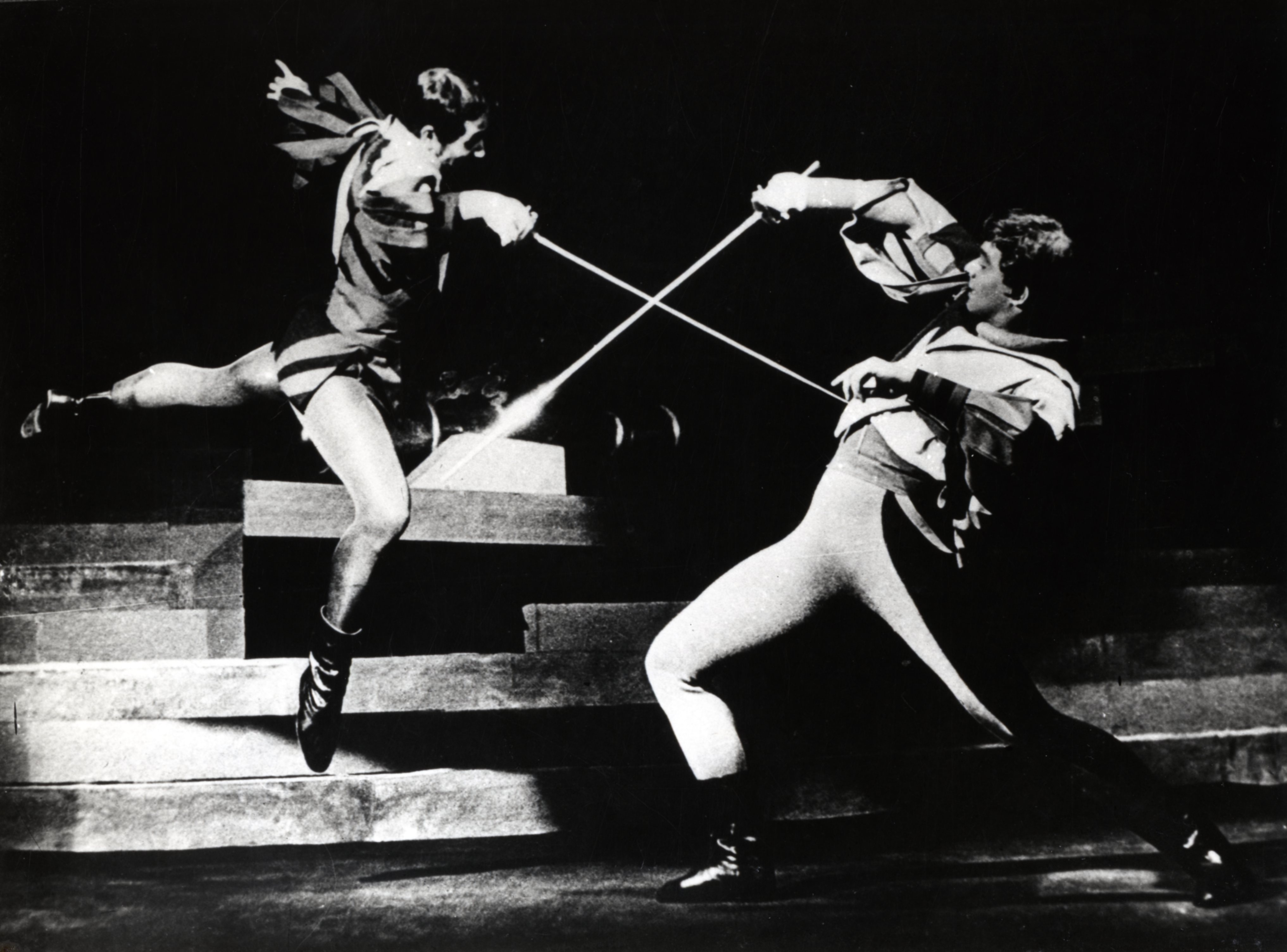
Othello, balet 1960; Milan Ječmínek (Jago), Jaroslav Pešek (Voják)
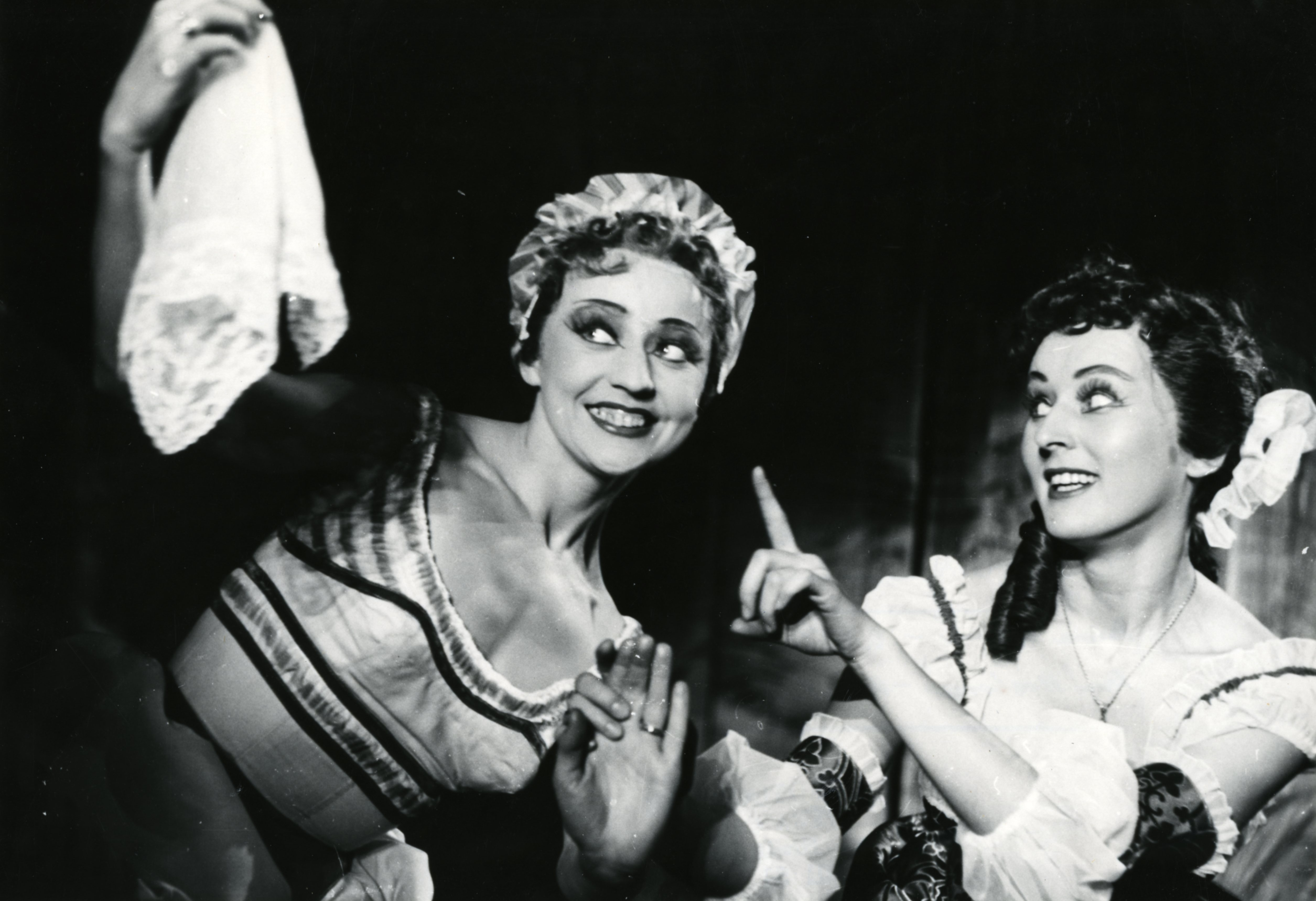
Veselé paničky windsorské, balet 1960; Eva Hřebenářová (Panna Čiperná), Anna Kaftanová (Paní Hošková)
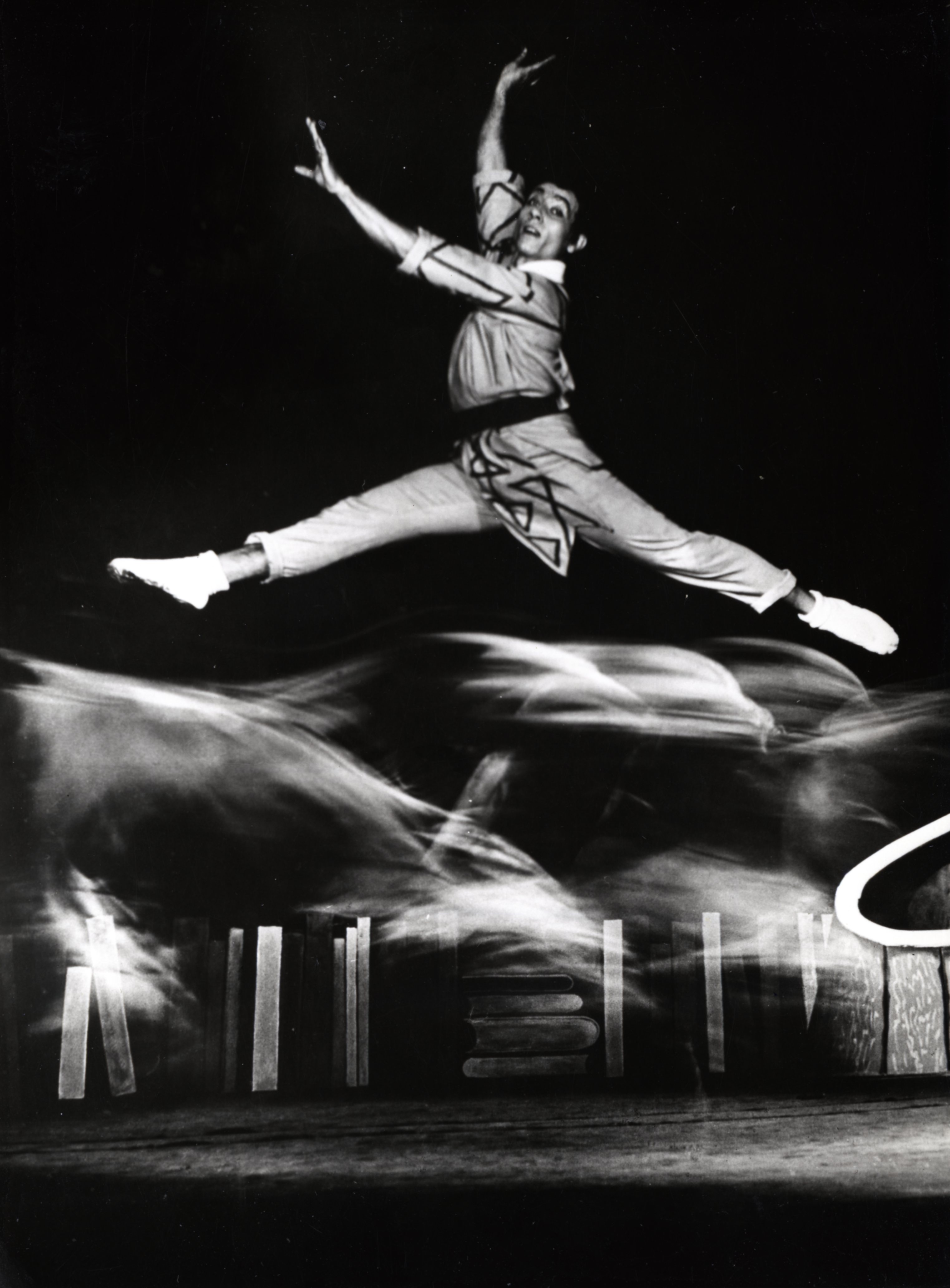
Čarodějův učeň, balet 1963;  Milan Ječmínek (Učeň)
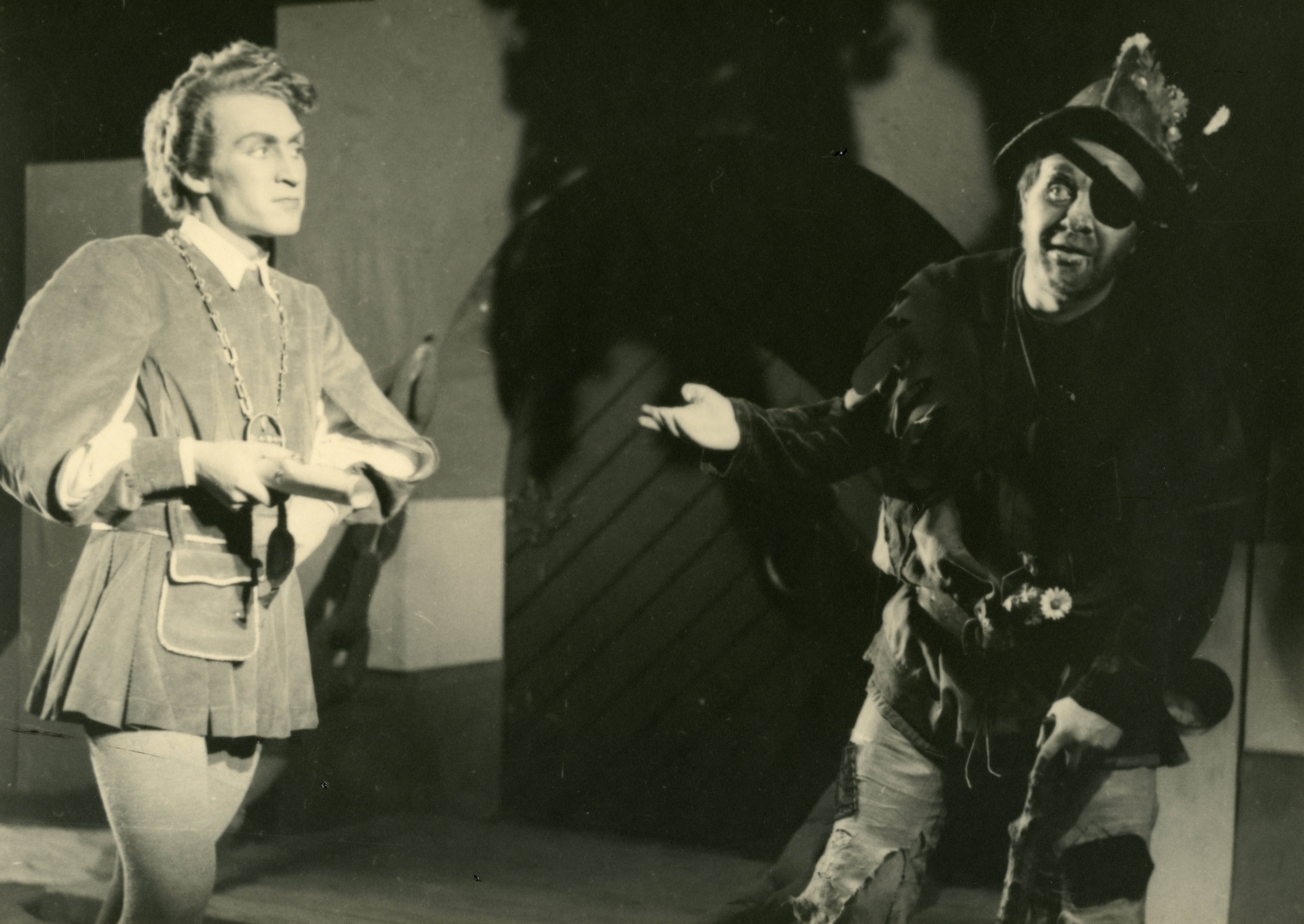
Hadrián z Římsů – činohra 1949; Josef Větrovec (Soběbor), Čestmír Řanda (Srpoš)